# Get Your Heart On - The Second Coming!
Get Your Heart On - The Second Coming! è il primo EP di inediti del gruppo musicale canadese Simple Plan, pubblicato il 29 novembre 2013 in Australia e il 3 dicembre 2013 nel resto del mondo eccetto il Giappone, dove è stato pubblicato il 29 gennaio 2014.

## Produzione
L'EP contiene 7 brani scritti durante il periodo in studio per la registrazione del quarto album della band Get Your Heart On!, scelti su un quantitativo di oltre 75 brani scritti per l'album. La band ha motivato così la scelta di realizzare un EP con questi brani inediti:

## Pubblicazione
L'annuncio della pubblicazione dell'EP viene anticipata da un breve estratto di The Rest of Us, pubblicato l'11 novembre 2013. Inizialmente la sua pubblicazione viene annunciata per il formato fisico il 29 novembre 2013 in Australia e il 3 dicembre 2013 in formato digitale su iTunes. Il 20 novembre la versione CD è stata poi resa disponibile per il preordine anche nel resto del mondo, con la sua pubblicazione fissata sempre per il 3 dicembre. In Giappone l'EP esce il 29 gennaio 2014 con l'aggiunta di due tracce bonus, registrate durante il concerto del 2 giugno 2012 dei Simple Plan a Melbourne.
Dopo aver annunciato le date di pubblicazione del loro nuovo lavoro, i Simple Plan organizzano degli appuntamenti dal 19 al 23 novembre su simpleplan.com e su alcuni fansite del gruppo per l'ascolto di alcuni estratti dell'EP. L'anticipazione del primo brano, Outta My Sistem, è stata pubblicata sul fan club ufficiale della band, officialspcrew.com, il 19 novembre. Ad esso hanno seguito Ordinary Life su simpleplan.cz, In su officialspcrew.com, Lucky One su conexaosimpleplan.com e Try su simpleplan.com. Fire in My Heart è stata inoltre pubblicata su perezhilton.com il 19 novembre. Infine, prima della vera e propria pubblicazione dell'EP, vengono pubblicate su vari siti di musica, in un unico video, tutte le anticipazioni dei brani precedentemente rivelate.
Per The Rest of Us è stato inoltre pubblicato un video ufficiale il 3 dicembre, realizzato con vari spezzoni dei Simple Plan in concerto alternati a scene degli stessi nel backstage. Per Ordinary Life è stato invece pubblicato, l'11 dicembre, un lyric video.

## Tracce
1. Ordinary Life – 3:24
2. The Rest of Us – 3:13
3. Outta My System – 3:25
4. Fire in My Heart – 3:26
5. In – 3:42
6. Lucky One – 3:50
7. Try – 3:25

Tracce bonus nell'edizione giapponese
1. Astronaut (Live in Melbourne) – 4:23
2. Loser of the Year (Live in Melbourne) – 3:30

## Formazione
- Pierre Bouvier – voce
- Jeff Stinco – chitarra solista
- Sébastien Lefebvre – chitarra ritmica, voce secondaria
- David Desrosiers – basso, voce secondaria
- Chuck Comeau – batteria, percussioni

## Classifiche
| Classifica (2013) | Posizione massima |
| ----------------- | ----------------- |
| Australia         | 53                |
| Classifica (2014) | Posizione massima |
| Giappone          | 62                |